# Polyboea zonaformis
Polyboea zonaformis là một loài nhện trong họ Pisauridae.
Loài này thuộc chi Polyboea. Polyboea zonaformis được Jia-Fu Wang miêu tả năm 1993.